# Chauffeurs du Santerre
Les Chauffeurs du Santerre sont des brigands, voleurs et aussi assassins qui sévirent à la fin du XVIIIe et dans la première moitié du XIXe siècle dans le Santerre, région naturelle de la Picardie, à l'est d'Amiens, située approximativement entre le cours de la Somme (limites nord et est), de la Luce (limite ouest) et de l'Avre (limite sud). Ils commirent la plupart de leurs forfaits dans le secteur de Rosières-en-Santerre.

## Histoire
Les Chauffeurs du Santerre appelés ainsi parce qu'ils n'hésitaient pas à brûler les pieds de leurs victimes pour leur faire avouer où ils cachaient leur argent, ne formèrent pas un groupe unique. On peut distinguer chronologiquement trois périodes et trois groupes:

### De la fin de l'Ancien Régime au Premier Empire
Andre Tanré, meunier à Vrély à partir de 1775 fut suspecté d'incendie de moulins. Son fils André Tanré s'associa au père de son épouse, Pierre Parvillers qui devint vite le chef d'une bande de malfrats qui sévit de 1800 à 1810 dans les environs de Rosières-en-Santerre et de  Péronne.

### La Restauration

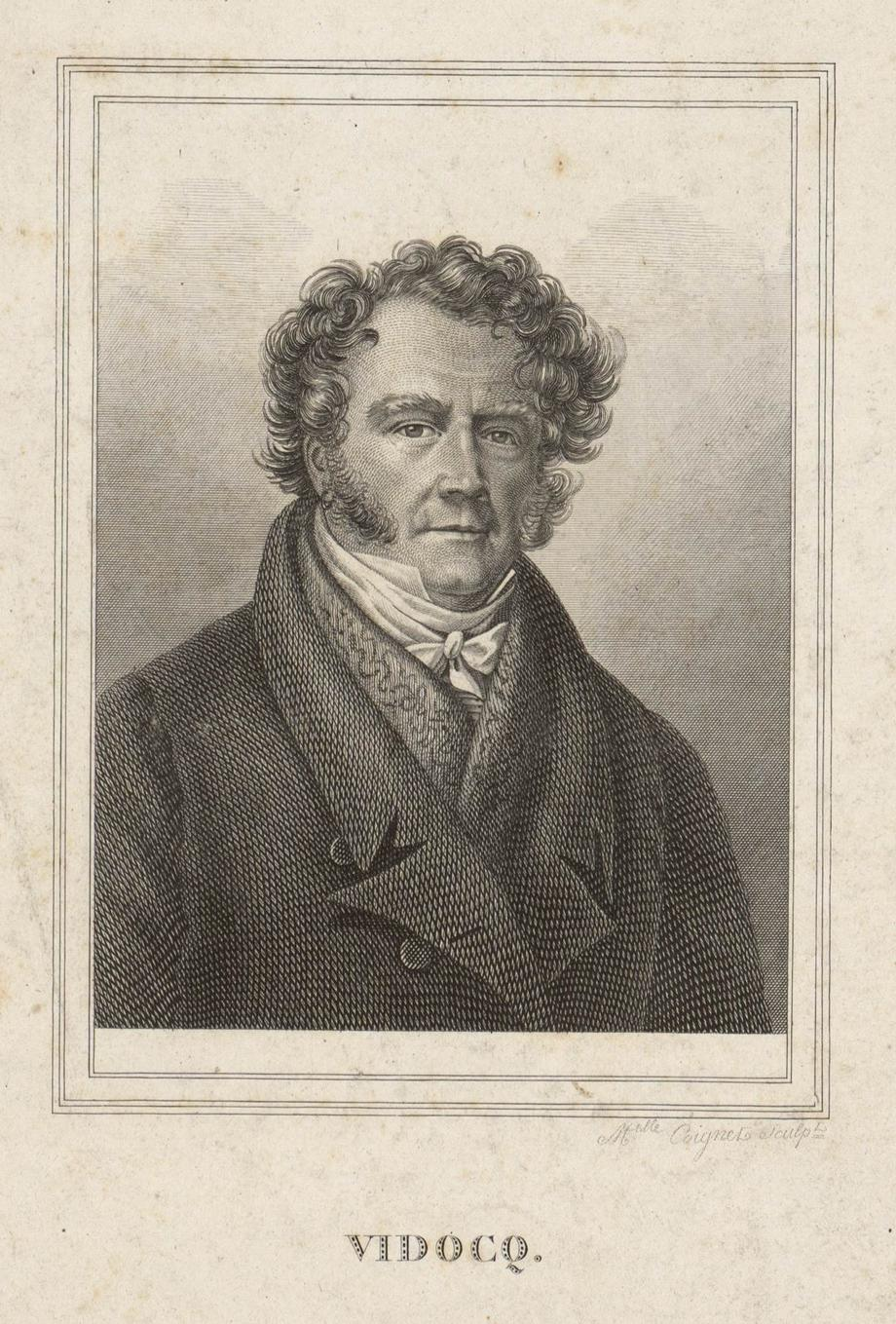
Vidocq, portrait par Marie-Gabrielle Coignet (1828).

La Louve de Rainecourt, surnom de Prudence Pezé, fut le véritable chef de la bande qui sévit à partir de 1818 entre Péronne et Montdidier. Terrorisant la contrée par ses exactions, la gendarmerie ne parvenant pas à démasquer les coupables, le gouvernement dépêcha, sur place, Vidocq, chef de la Sûreté, à la demande du préfet de la Somme. Vidocq, en s'infiltrant parmi eux, parvint à arrêter les principaux membres de la bande qui furent jugés et condamnés par la cour d'assises de la Somme en 1820. Trois d'entre eux dont Prudence Pezé furent guillotinés à Rosières-en-Santerre, le 17 octobre 1820.
Cette bande de criminels est passée à la postérité, son histoire est restée dans la mémoire collective locale. Elle est le sujet de créations théâtrales etc.

### Le Second Empire
La bande Lemaire commit de 1852 à 1856 plusieurs vols et meurtres. Arrêtés, ses membres furent jugés par la cour d'assises de la Somme en 1857, condamnés à mort, ils furent exécutés à Rosières-en-Santerre le 31 décembre 1857.

### Filmographie
- Vidocq, série télévisée française (en noir et blanc) de Georges Neveux (scénariste-dialoguiste) réalisée par Marcel Bluwal et Claude Loursais, diffusée du 7 janvier au 1er avril 1967 sur la première chaîne de l'ORTF.
- Les Nouvelles Aventures de Vidocq, série télévisée française en couleurs, de Georges Neveux et Marcel Bluwal, diffusée à partir du 5 janvier 1971 sur la première chaîne de l'ORTF.